# Navigliaccio
Il Navigliaccio o Naviglio Vecchio (in lombardo Naviliasc) è un canale artificiale che ha l'incile a Binasco dal Canale Ticinello e che sfocia a Pavia nel Ticino. È l'antesignano del Naviglio Pavese.

## Storia

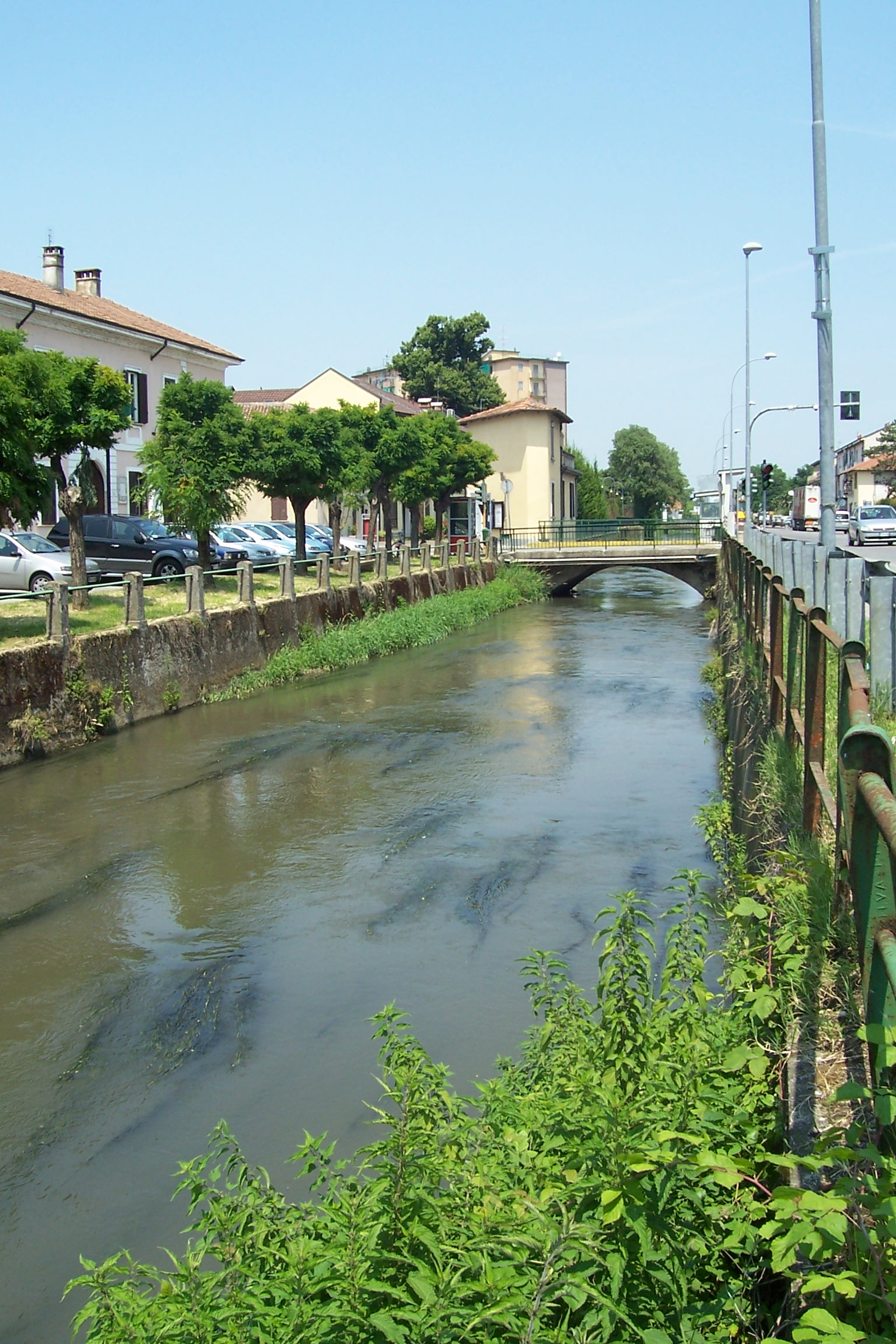
Il Navigliaccio lungo la strada provinciale 35 dei Giovi

Esistono testimonianze, tra le altre di Bernardino Corio, storico milanese (1459-1519), che Galeazzo II Visconti abbia fatto costruire, nel 1359, un naviglio tra Pavia e Milano avente la funzione di canale irrigatore destinato a portare l'acqua al Parco Visconteo, area verde che si estendeva dal castello Visconteo di Pavia a oltre alla moderna Certosa di Pavia.
Il canale, a cui fu poi dato il nome di "Navigliaccio", venne scavato da Pavia a Binasco, comune distante 23 km da Milano, senza proseguire i lavori fino al capoluogo meneghino a causa delle difficoltà tecniche riscontrate lungo il percorso: i dislivelli da superare nell'ultimo tratto verso Milano erano troppo elevati, e quindi insuperabili, per i mezzi ingegneristici dell'epoca. A quei tempi non erano infatti ancora state inventate le conche di navigazione. Il completamento del Navigliaccio fu opera di Gian Galeazzo Visconti, figlio di Galeazzo II.
Intorno al 1470 il Magistrato delle ducali entrate affidò ad Andrea Calco, detto il Pelanda, la manutenzione e il mantenimento del Navigliaccio, che appare navigabile in tre lettere successive 1473-1475 di Gabriele Paleari, segretario di Galeazzo Maria Sforza. 
A conferma di ciò, vanno segnalati alcuni ritrovamenti compiuti un secolo dopo dagli ingegneri Giuseppe Meda e Francesco Romussi proprio sul Navigliaccio, dove furono individuate le vestigia di alcune conche di navigazione. Furono l'incuria dei magistrati e gli eccessivi prelievi d'acqua a renderlo non più navigabile e a comprometterne a tal punto la situazione che venne sostituito prima dal Naviglio di Bereguardo e poi dal Naviglio Pavese.
Il naviglio tra Milano e Pavia fu realizzato in seguito (scavato ex novo perché ritenuto più conveniente rispetto al ripristino della navigabilità sul Navigliaccio) prendendo il nome di Naviglio Pavese. Il Navigliaccio e il Naviglio Pavese corrono ancora oggi paralleli dal confine tra Binasco e Casarile, fino a poco fuori dal centro abitato di Pavia, lungo la strada provinciale 35 dei Giovi.